# 14622 Arcadiopoveda
14622 Arcadiopoveda eller 1998 UN18 är en asteroid i huvudbältet som upptäcktes den 28 oktober 1998 av Catalina Sky Survey projektet. Den är uppkallad efter astronomen Arcadio Poveda.
Asteroiden har en diameter på ungefär 13 kilometer.